# L'Espinàs
L'Espinàs és una masia d'Espinelves (Osona) inclosa a l'Inventari del Patrimoni Arquitectònic de Catalunya.

## Descripció
Edifici civil. Masia de planta rectangular (8x20), coberta a dues vessants, amb el carener perpendicular a la façana, situada al nord. Consta de planta baixa, primer pis i golfes. La façana, per trobar-se la casa assentada al talús, dona accés al primer pis. La part esquerra del vessant és més prolongada i presenta dos portals d'arc rebaixat inscrits dins dovelles de pedra, el de sota el carener presenta unes escales d'accés, hi ha petites finestres, cal remarcar la de sota el carener. A ponent presenta dos portals rectangulars a la planta i dues finestres al primer pis. A migdia s'obren dues finestres i una galeria al primer pis. A llevant, donada la prolongació del vessant esquerre, el mur és gairebé inexistent. El voladís és normal i igual a tots els ràfecs. Cal remarcar, a ponent, una finestra motllurada i un contrafort. Al sector Nord-oest hi ha una cabana amb funcions agrícoles.

## Història
Masia situada a prop del turó de la Rovira, prop del veïnat de França.
Malgrat l'edifici sembla construït entre els segles XVII i XVIII, moment d'expansió del municipi, no tenim cap altra data ni documental ni constructiva que ens permeti ampliar la informació.
En els fogatges de la parròquia i terme d'SPINALBES de 1553 hi consta un tal PERE SPINAS, que ens deixa testimoni dels precedents si més no toponímics de la casa.